# Торт зі смаком помсти
Торт зі смаком помсти — американський кримінальний трилер 2021 року. Режисер Джиммі Яннопулос; сценаристи Джиммі Яннопулос та Рауль Бермудес. Продюсерм Карлос Куско та Денні Саваф.

## Про фільм
Вже згідно традиції Джованні запрошений на вечерю до дядька Анджело, боса Бруклінської мафії. Десятий рік підряд «сім'я» збирається у цей день, аби ушанувати пам'ять батька Джованні. Цього разу Джо починає усвідомлювати, що його залучили в міжкланову мафіозну гру на виживання.

## Знімались
| Актор              | Роль             |
| ------------------ | ---------------- |
| Шайло Фернандес    | Джіо             |
| Вел Кілмер         | дядько Анжело    |
| Юен Мак-Грегор     | батько Келлі     |
| Вільям Фіхтнер     | дядько Рікардо   |
| Лоррейн Бракко     | Софія            |
| Джеремі Аллен Вайт | Томмазо          |
| Еморі Коен         | Лео              |
| Вінсент Пасторе    | Віто             |
| Девід Мазуз        | молодий Джіо     |
| Ешлі Бенсон        | Трейсі           |
| Джон Магаро        | Кусін Джой       |
| Нік Валлелонга     | дядько Тіни Тоні |
| Пенн Беджлі        | Піно             |
| Френкі Джі         | Омар             |
| Луїс Гузман        | Джоші            |
| Елдіс Годж         | Ігл              |
| Джейк Вірі         | агент Пете       |